# Връх при Крижу
Връх при Крижу (на словенски: Vrh pri Križu) е село в Словения, регион Югоизточна Словения, община Жужемберк. Според Националната статистическа служба на Република Словения през 2015 г. селото има 41 жители.